# 粕川町中
粕川町中（かすかわまちなか）は、群馬県前橋市の地名。旧粕川村時代は、住所で勢多郡粕川村大字中の地域である。また、前橋市合併後は村名の粕川村が粕川町となり、そのあと大字名がつくため前橋市粕川町○○となる。面積は0.69km2(2013年現在)。郵便番号は371-0205。

## 地理
前橋市の東部、赤城山の南麓、粕川流域の東部に位置する。

## 歴史
江戸時代頃からある地名である。はじめは大胡藩領、元和4年に前橋藩領、明和4年に天領幕府領を経て、安永8年からは出羽松山藩領だった。

### 年表
- 1889年 市町村制が施行され、14村が合併し、群馬県南勢多郡粕川村大字中となる。
- 1896年 郡統合（東群馬郡と南勢多郡の統合）により勢多郡に所属し勢多郡粕川村大字中となる。
- 2004年 平成の大合併で粕川村は、宮城村、大胡町とともに、前橋市に合併し、群馬県前橋市粕川町中となる。

### 地名の由来
月田村と田面村の中央にあることに由来する。

## 世帯数と人口
2017年（平成29年）8月31日現在の世帯数と人口は以下の通りである。
| 町丁     | 世帯数  | 人口  |
| -------- | ------- | ----- |
| 粕川町中 | 146世帯 | 389人 |

## 小・中学校の学区
市立小・中学校に通う場合、学区は以下の通りとなる。
| 番地 | 小学校             | 中学校             |
| ---- | ------------------ | ------------------ |
| 全域 | 前橋市立粕川小学校 | 前橋市立粕川中学校 |

## 交通

### 鉄道
近隣に上毛電気鉄道上毛線膳駅がある。

### バス
赤城タクシーが運行を行っているデマンドバス方式のふるさとバスがある。

### 道路
県道・国道 共にない。

## 施設
- 阿夫利神社

## 避難所
当町が避難対象区域となった場合、近隣の粕川町西田面にある前橋市立粕川中学校に避難する。